# 山岳警備隊

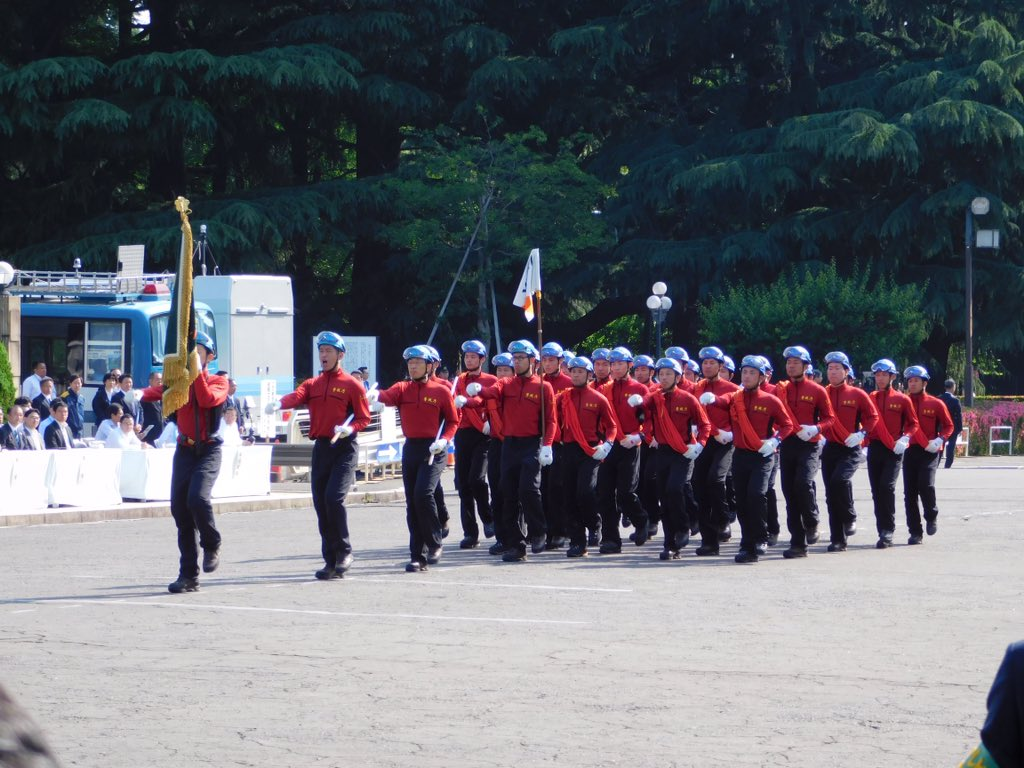
警視庁山岳救助レンジャー部隊

山岳警備隊（さんがくけいびたい）は、山岳における遭難者の救助、登山者の遭難防止などに関する活動に当たる日本の警察部隊である。
山岳遭難に際して出動する組織としては、他に全国の消防署に置かれている消防の山岳救助隊、消防団、地元山岳会、航空自衛隊の航空救難団救難隊などが存在し、遭難が発生すれば合同で対処するが、本項では警察の山岳警備隊について記述する。
山岳警備隊は、日本全国の都道府県警察に組織されているが、特に3,000m級の名山揃いの飛騨山脈を抱える富山県警察・長野県警察・岐阜県警察の体制が充実している。

## 組織
山岳警備隊は、多くの場合、各都道府県警察本部地域部または生活安全部地域課内に置かれている。普段は、関係警察署に指定された警察署や機動隊で勤務しており、登山者の入山に際し入山届の提出を受け付けているとともに、常に救助トレーニングを行い、実際に登山道をパトロールして危険がないかをチェックし、登山情報を提供している。また、環境省や農林水産省外局の林野庁と協力して、高山植物の無断採集の取締りを行うなど、環境保全のための活動も行う。多くの登山者が入山する岐阜・長野・富山県警察では、治安維持のため山岳警備隊員が交代で、山中の山荘に作られた派出所に詰める。そして、いったん刑事事件もしくは山岳救助の要請があれば、徒歩または都道府県警察航空隊のヘリコプター（場合によっては消防防災ヘリコプターの支援）によって現場に臨場して活動に当たる。山岳警備隊員は、ヘリコプターからの降下技術も習得している。
長野県警察では、機動隊山岳救助部隊が地域課山岳遭難救助隊の中核の隊員になっている。機動隊山岳救助隊員が地域部や生活安全部の山岳救助隊の主力隊員になっている県警は多い。
警視庁では遭難事故が発生した場合、青梅警察署や五日市警察署など奥多摩地区にある駐在所の署員と第七機動隊山岳救助レンジャー部隊を奥多摩交番に招集して山岳救助隊を編成し遭難者の捜索、救助にあたる。そのため隊員のほとんどは普段は駐在所で警察業務を行っており遭難が発生した場合、山岳救助隊として活動する。

### 長野県警察山岳遭難救助隊
- 結成: 1954年（昭和29年）
- 隊員数: 27人（救助隊員の主力は機動隊員）
- 編成:
  - 警察本部地域課に、隊長（警視）、副隊長（警部）、女性隊員2人の計4人
  - 航空隊: 2人（ヘリコプター救助担当）
  - 機動隊: 8人（中核となる部隊）
  - 茅野署 2人（八ヶ岳担当）、駒ヶ根署 2人（中央アルプス担当）、安曇野署 3人（槍穂高連峰担当）、大町署 4人（後立山連峰担当）
- 関係警察署: 茅野警察署、駒ヶ根警察署、安曇野警察署、大町警察署
- 常駐拠点: 涸沢山岳総合相談所、白馬村営白馬岳頂上宿舎、常念山脈の山荘、唐松岳頂上山荘、宝剣山荘、赤岳鉱泉

山岳救助隊志願者は、警察署地域課の実務経験後に機動隊に配属される。機動隊の中で山岳救助隊員に指名され、ロッククライミング等の山岳救助訓練を実施しながら、数年の山岳救助経験を経た後に航空隊や各警察署に配属される。

### 富山県警察山岳警備隊
- 結成: 1965年（昭和40年）、山岳救助隊を強化する形で誕生
- 隊員数: 28人
- 関係警察署: 上市警察署、富山南警察署(旧大沢野署)、入善警察署、黒部警察署、魚津警察署
- 常駐拠点: 室堂派出所、剱沢派出所、馬場島派出所（登山指導センター）
- 延べ救助者数: 3,000人
- 殉職者数: 3人
- 使用機材: アグスタ A109K2「つるぎ」（二代目）1機

柔道、剣道経験者が機動隊に入るのと同じように、山岳経験者が一般の警察試験を受け山岳警備隊を希望し入隊するのが一般的である。

### 岐阜県警察山岳警備隊
- 結成: 1970年（昭和45年）
- 関係警察署: 高山警察署、飛騨警察署、下呂警察署、北方警察署、揖斐警察署、中津川警察署
- 岐阜県警察山岳警備指導センター（飛騨署神岡交番(旧神岡警察署)内）
- 常駐拠点: 新穂高登山指導センター（新穂高温泉）、穂高岳山荘

### 警視庁山岳救助レンジャー部隊
現在、第七機動隊に山岳救助レンジャー部隊は2個小隊が置かれ、部隊は機動救助隊を兼務している。1個小隊は小隊長（警部補）以下16人で編成されている。警視庁山岳救助隊は青梅警察署・五日市警察署の駐在所の署員、第七機動隊山岳救助レンジャーで構成され、「遭難」の通報が入ると直ちに奥多摩交番に招集されて、遭難者の捜索、救助にあたるため、山岳救助レンジャー小隊は年に数回、青梅警察署、五日市警察署と合同で山岳救助訓練を実施している。山岳事案のほとんどは青梅や五日市の駐在所員が対応している。
1970年（昭和45年）に第七機動隊第1中隊第3小隊がレンジャー小隊に指定された。部隊は主に篭城事件においての高所からの突入しての犯人制圧やヘリコプターからの降下しての活動、山岳救助などを任務としていた。部隊は1972年のあさま山荘事件でも活躍。その後、レンジャー小隊は機動救助隊も兼ねるようになった。ワールドカップ警備などで部隊の出動待機が多くなった2001年にレンジャー小隊を4個部隊に拡大。今まで兼ねていた山岳救助活動と篭城事件における犯人制圧任務を分けるようにして、4個部隊のうち、2個小隊を山岳救助レンジャー部隊とし、2個小隊を銃器対策レンジャー部隊とした。山岳救助レンジャー小隊は今までと同様に機動救助隊を兼務する。銃器対策レンジャー小隊は機関けん銃（短機関銃）を装備し、ビルからロープで降下しての突入等を任務とする。

#### 主な装備

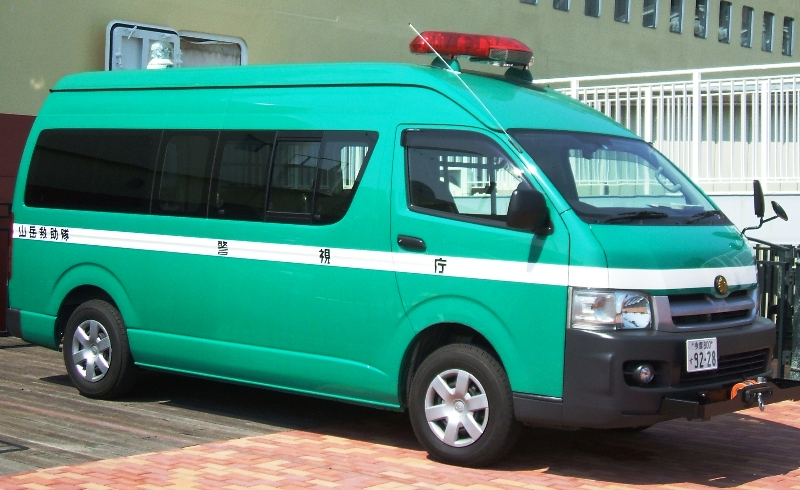
警視庁山岳救助レンジャー部隊の車両。ウインチを装備している

- ウインチ付きの山岳救助車（オフロード車）
- バスケットストレッチャー
- 登高器
- エイト環
- カラビナ
- ロープ
- ハーネス
- ピッケル
- 登山靴

### 他に山岳警備隊がある主な都道府県警察
長野県警察、富山県警察、岐阜県警察以外は、基本的に山中の派出所への常駐などはしておらず、山岳遭難に際して出動する。
- 全国警察本部山岳救助関連一覧[リンク切れ]

## 消防の山岳救助隊との関係
警察の山岳警備隊は、山岳地帯における治安維持、交通安全を主な目的として組織されている組織である。山岳遭難の際の救助活動が最大の設置目的ではあるのだが、それ以外にも、登山道を歩いて危険な箇所を確認したり、入山届を受け付けたり、環境省や林野庁と協力して高山植物の無断採集を取り締まるなど、警察官（司法警察職員）として救助活動以外の活動も行っている。組織としては常設であり、県によっては山中の派出所に駐在する。
一方、消防の山岳救助隊は、山岳遭難に対応するのみの組織である。また、警察は都道府県ごとに設置されているために都道府県全てが活動範囲であるのに対し、消防は市町村ごとに設置されているために基本的に当該消防本部や消防署の管轄範囲にのみ出動する（ただし、要請により近傍派遣されることはありうる）。
とはいえ、山岳遭難の捜索救助活動には多くの人手が必要であるため、警察・消防・消防団・地元山岳会・自衛隊による協力体制が不可欠であり、警察と消防はよく協力して山岳救助に当たっている。遭難の一報は、110番にかかってくることもあれば、119番にかかってくることもあるが、110番にかかってきたから警察が動くわけでも、119番にかかってきたから消防が動くわけでもない。発生地域や気象、部隊配置を検討して、より適当と思われる部隊に出動命令が下り、その他の部隊も必要に応じて、次の命令に備え出動準備を行っている。